# 舍夫琴卡 (切爾尼戈夫區)
51°33′31″N 31°18′49″E / 51.55861°N 31.31361°E

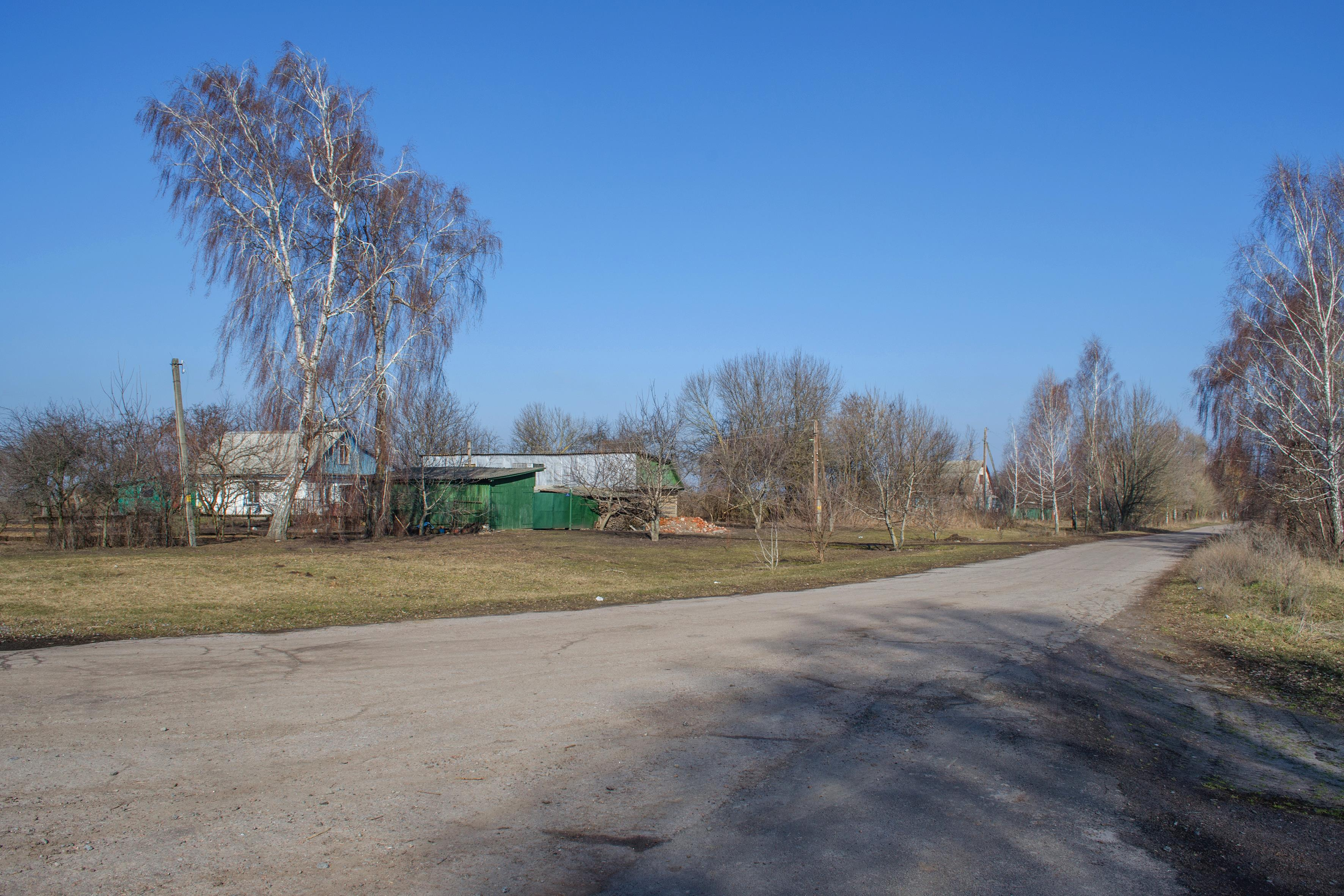
舍夫琴卡

舍夫琴卡（烏克蘭語：Шевченка），是烏克蘭北部切爾尼希夫州切爾尼希夫區新比洛乌斯市镇的村落。始建於1900年，面積0.17平方公里，海拔高度141米，2001年人口41，人口密度每平方公里242.6人。